# Magyarország a 2006-os úszó-Európa-bajnokságon
Magyarország a Budapesten megrendezett 2006-os úszó-Európa-bajnokság egyik részt vevő nemzete volt.

## Érmesek
| Érem  | Versenyző        | Versenyszám      | Versenyszám        |
| ----- | ---------------- | ---------------- | ------------------ |
| Arany | Cseh László      | úszás            | Férfi 200 m vegyes |
| Arany | Cseh László      | úszás            | Férfi 400 m vegyes |
| Ezüst | Cseh László      | úszás            | Férfi 200 m hát    |
| Ezüst | Kovács Rita      | nyílt vízi úszás | Női 10 km          |
| Bronz | Kerékjártó Tamás | úszás            | Férfi 200 m vegyes |
| Bronz | Kovács Ágnes     | úszás            | Női 50 m mell      |
| Bronz | Kovács Ágnes     | úszás            | Női 100 m mell     |
| Bronz | Kovács Ágnes     | úszás            | Női 200 m mell     |
| Bronz | Barta Nóra       | műugrás          | Női 3 m műugrás    |

## Úszás
Férfi
| Versenyző                                                           | Versenyszám      | Előfutam   | Előfutam   | Előfutam   | Elődöntő | Elődöntő | Elődöntő | Döntő   | Döntő    |
| Versenyző                                                           | Versenyszám      | Idő        | Hely.      | Össz.      | Idő      | Hely.    | Össz.    | Idő     | Helyezés |
| ------------------------------------------------------------------- | ---------------- | ---------- | ---------- | ---------- | -------- | -------- | -------- | ------- | -------- |
| Csáki János                                                         | 50 m gyors       | 24,24      | 6.         | 52.        | kiesett  | kiesett  | kiesett  | kiesett | kiesett  |
| Gáspár Zsolt                                                        | 50 m gyors       | nem indult | nem indult | nem indult | kiesett  | kiesett  | kiesett  | kiesett | kiesett  |
| Gáspár Zsolt                                                        | 50 m pillangó    | 24,69      | 1.         | 23.        | kiesett  | kiesett  | kiesett  | kiesett | kiesett  |
| Gáspár Zsolt                                                        | 100 m pillangó   | 54,87      | 6.         | 30.        | kiesett  | kiesett  | kiesett  | kiesett | kiesett  |
| Zubor Attila                                                        | 50 m gyors       | 23,37      | 6.         | 36.        | kiesett  | kiesett  | kiesett  | kiesett | kiesett  |
| Zubor Attila                                                        | 100 m gyors      | 50,32      | 1.         | 24.        | kiesett  | kiesett  | kiesett  | kiesett | kiesett  |
| Takács Krisztián                                                    | 50 m gyors       | 22,91      | 1.         | 20.        | 22,71    | 7.       | 15.      | kiesett | kiesett  |
| Takács Krisztián                                                    | 100 m gyors      | 51,58      | 4.         | 51.        | kiesett  | kiesett  | kiesett  | kiesett | kiesett  |
| Takács Krisztián                                                    | 50 m pillangó    | 25,31      | 4.         | 40.        | kiesett  | kiesett  | kiesett  | kiesett | kiesett  |
| Makány Balázs                                                       | 100 m gyors      | 51,34      | 1.         | 47.        | kiesett  | kiesett  | kiesett  | kiesett | kiesett  |
| Makány Balázs                                                       | 200 m gyors      | 1:52,90    | 7.         | 41.        | kiesett  | kiesett  | kiesett  | kiesett | kiesett  |
| Fekete István                                                       | 100 m gyors      | 52,34      | 3.         | 57.        | kiesett  | kiesett  | kiesett  | kiesett | kiesett  |
| Kiss Boldizsár                                                      | 200 m gyors      | 1:52,82    | 2.         | 39.        | kiesett  | kiesett  | kiesett  | kiesett | kiesett  |
| Dajka Ádám                                                          | 200 m gyors      | 1:57,05    | 8.         | 51.        | kiesett  | kiesett  | kiesett  | kiesett | kiesett  |
| Dajka Ádám                                                          | 200 m hát        | 2:06,67    | 8.         | 28.        | kiesett  | kiesett  | kiesett  | kiesett | kiesett  |
| Gercsák Balázs                                                      | 200 m gyors      | 1:51,59    | 4.         | 30.        | kiesett  | kiesett  | kiesett  | kiesett | kiesett  |
| Gercsák Balázs                                                      | 400 m gyors      | 3:53,74    | 3.         | 21.        |          |          |          | kiesett | kiesett  |
| Gercsák Balázs                                                      | 1500 m gyors     | 15:44,24   | 5.         | 17.        |          |          |          | kiesett | kiesett  |
| Kis Gergő                                                           | 400 m gyors      | 3:51,02    | 1.         | 14.        |          |          |          | kiesett | kiesett  |
| Kis Gergő                                                           | 200 m pillangó   | 1:58,74    | 1.         | 6.         | 1:58,68  | 6.       | 10.      | kiesett | kiesett  |
| Kis Gergő                                                           | 400 m vegyes     | kizárva    | kizárva    | kizárva    |          |          |          | kiesett | kiesett  |
| Verrasztó Dávid                                                     | 400 m gyors      | 3:55,62    | 5.         | 27.        |          |          |          | kiesett | kiesett  |
| Verrasztó Dávid                                                     | 400 m vegyes     | 4:21,11    | 3.         | 7.         |          |          |          | 4:20,76 | 8.       |
| Kovács Norbert                                                      | 400 m gyors      | 4:02,75    | 3.         | 35.        |          |          |          | kiesett | kiesett  |
| Kovács Norbert                                                      | 50 m pillangó    | 25,40      | 6.         | 44.        | kiesett  | kiesett  | kiesett  | kiesett | kiesett  |
| Kovács Norbert                                                      | 100 m pillangó   | 55,42      | 4.         | 39.        | kiesett  | kiesett  | kiesett  | kiesett | kiesett  |
| Kovács Norbert                                                      | 200 m pillangó   | 2:01,48    | 6.         | 19.        | kiesett  | kiesett  | kiesett  | kiesett | kiesett  |
| Varró Gergő                                                         | 1500 m gyors     | 16:25,03   | 8.         | 23.        |          |          |          | kiesett | kiesett  |
| Bodrogi Viktor                                                      | 50 m hát         | 26,35      | 1.         | 16.        | 26,03    | 5.       | 10.      | kiesett | kiesett  |
| Bodrogi Viktor                                                      | 100 m hát        | 56,74      | 2.         | 24.        | kiesett  | kiesett  | kiesett  | kiesett | kiesett  |
| Bodrogi Viktor                                                      | 200 m pillangó   | 1:59,49    | 3.         | 11.        | 2:01,33  | 7.       | 15.      | kiesett | kiesett  |
| Szabó János                                                         | 50 m hát         | 26,65      | 7.         | 20.        | kiesett  | kiesett  | kiesett  | kiesett | kiesett  |
| Szabó János                                                         | 100 m hát        | 57,00      | 3.         | 27.        | kiesett  | kiesett  | kiesett  | kiesett | kiesett  |
| Rudolf Roland                                                       | 50 m hát         | 26,72      | 8.         | 23.        | kiesett  | kiesett  | kiesett  | kiesett | kiesett  |
| Rudolf Roland                                                       | 100 m hát        | 57,50      | 7.         | 33.        | kiesett  | kiesett  | kiesett  | kiesett | kiesett  |
| Rudolf Roland                                                       | 200 m hát        | 2:01,89    | 4.         | 9.         | 2:01,66  | 6.       | 10.      | kiesett | kiesett  |
| Sallai Márk                                                         | 50 m hát         | 27,05      | 4.         | 29.        | kiesett  | kiesett  | kiesett  | kiesett | kiesett  |
| Sallai Márk                                                         | 200 m hát        | 2:06,19    | 7.         | 27.        | kiesett  | kiesett  | kiesett  | kiesett | kiesett  |
| Cseh László                                                         | 100 m hát        | 54,86      | 2.         | 3.         | 54,92    | 3.       | 6.       | 54,56   | 6.       |
| Cseh László                                                         | 200 m hát        | 2:00,45    | 2.         | 4.         | 1:57,76  | 2.       | 3.       | 1:56,69 |          |
| Cseh László                                                         | 200 m vegyes     | 1:59,80    | 1.         | 1.         | 2:00,79  | 1.       | 1.       | 1:58,17 |          |
| Cseh László                                                         | 400 m vegyes     | 4:17,57    | 1.         | 2.         |          |          |          | 4:09,86 |          |
| Flaskay Mihály                                                      | 50 m mell        | 27,96      | 2.         | 5.         | 27,98    | 3.       | 4.       | 28,07   | 6.       |
| Flaskay Mihály                                                      | 100 m mell       | 1:02,36    | 5.         | 19.        | kiesett  | kiesett  | kiesett  | kiesett | kiesett  |
| Bodor Richárd                                                       | 50 m mell        | 28,23      | 5.         | 13.        | 28,45    | 8.       | 15.      | kiesett | kiesett  |
| Bodor Richárd                                                       | 100 m mell       | 1:01,31    | 1.         | 5.         | 1:01,11  | 3.       | 6.       | 1:01,36 | 7.       |
| Bodor Richárd                                                       | 200 m mell       | 2:16,01    | 3.         | 21.        | kiesett  | kiesett  | kiesett  | kiesett | kiesett  |
| Financsek Gábor                                                     | 50 m mell        | 28,94      | 1.         | 31.        | kiesett  | kiesett  | kiesett  | kiesett | kiesett  |
| Financsek Gábor                                                     | 100 m mell       | 1:02,52    | 6.         | 24.        | kiesett  | kiesett  | kiesett  | kiesett | kiesett  |
| Financsek Gábor                                                     | 200 m mell       | 2:19,12    | 4.         | 34.        | kiesett  | kiesett  | kiesett  | kiesett | kiesett  |
| Závodszki Dániel                                                    | 50 m mell        | 30,35      | 8.         | 54.        | kiesett  | kiesett  | kiesett  | kiesett | kiesett  |
| Molnár Ákos                                                         | 100 m mell       | 1:02,45    | 4.         | 22.        | kiesett  | kiesett  | kiesett  | kiesett | kiesett  |
| Molnár Ákos                                                         | 200 m mell       | 2:14,40    | 3.         | 13.        | kizárva  | kizárva  | kizárva  | kiesett | kiesett  |
| Gyurta Dániel                                                       | 200 m mell       | 2:14,20    | 4.         | 8.         | 2:14,14  | 6.       | 11.      | kiesett | kiesett  |
| Hős Péter                                                           | 50 m pillangó    | 25,73      | 8.         | 50.        | kiesett  | kiesett  | kiesett  | kiesett | kiesett  |
| Hős Péter                                                           | 100 m pillangó   | 54,47      | 1.         | 25.        | kiesett  | kiesett  | kiesett  | kiesett | kiesett  |
| Hős Péter                                                           | 200 m pillangó   | 2:02,48    | 7.         | 25.        | kiesett  | kiesett  | kiesett  | kiesett | kiesett  |
| Madarassy Ádám                                                      | 100 m pillangó   | 54,90      | 3.         | 32.        | kiesett  | kiesett  | kiesett  | kiesett | kiesett  |
| Kerékjártó Tamás                                                    | 200 m vegyes     | 2:02,75    | 1.         | 4.         | 2:01,40  | 2.       | 4.       | 2:00,17 |          |
| Nagy Péter                                                          | 200 m vegyes     | 2:02,77    | 2.         | 5.         | kiesett  | kiesett  | kiesett  | kiesett | kiesett  |
| Nagy Péter                                                          | 400 m vegyes     | 4:23,18    | 3.         | 12.        |          |          |          | kiesett | kiesett  |
| Batházi István                                                      | 200 m vegyes     | 2:05,18    | 7.         | 23.        | kiesett  | kiesett  | kiesett  | kiesett | kiesett  |
| Makány Balázs Takács Krisztián Fekete István Zubor Attila           | 4 × 100 m gyors  | 3:23,08    | 7.         | 13.        |          |          |          | kiesett | kiesett  |
| Kerékjártó Tamás Gercsák Balázs Kiss Boldizsár Makány Balázs        | 4 × 100 m gyors  | 7:24,14    | 3.         | 8.         |          |          |          | 7:24,10 | 8.       |
| Bodrogi Viktor Bodrogi Richárd Cseh László Zubor Attila (Hős Péter) | 4 × 100 m vegyes | 3:40,66    | 3.         | 7.         |          |          |          | 3:38,08 | 5.       |

Női
| Versenyző                                                         | Versenyszám      | Előfutam   | Előfutam   | Előfutam   | Elődöntő | Elődöntő | Elődöntő | Döntő   | Döntő    |
| Versenyző                                                         | Versenyszám      | Idő        | Hely.      | Össz.      | Idő      | Hely.    | Össz.    | Idő     | Helyezés |
| ----------------------------------------------------------------- | ---------------- | ---------- | ---------- | ---------- | -------- | -------- | -------- | ------- | -------- |
| Verrasztó Evelyn                                                  | 50 m gyors       | 26,79      | 2.         | 31.        | kiesett  | kiesett  | kiesett  | kiesett | kiesett  |
| Verrasztó Evelyn                                                  | 400 m gyors      | 4:20,82    | 6.         | 20.        |          |          |          | kiesett | kiesett  |
| Verrasztó Evelyn                                                  | 50 m hát         | 30,37      | 1.         | 23.        | kiesett  | kiesett  | kiesett  | kiesett | kiesett  |
| Verrasztó Evelyn                                                  | 100 m hát        | 1:03,11    | 4.         | 12.        | 1:03,29  | 6.       | 12.      | kiesett | kiesett  |
| Verrasztó Evelyn                                                  | 200 m hát        | 2:12,74    | 3.         | 3.         | 2:12,50  | 3.       | 3.       | 2:13,07 | 6.       |
| Verrasztó Evelyn                                                  | 200 m vegyes     | nem indult | nem indult | nem indult | kiesett  | kiesett  | kiesett  | kiesett | kiesett  |
| Szél Friderika                                                    | 50 m gyors       | 26,91      | 4.         | 36.        | kiesett  | kiesett  | kiesett  | kiesett | kiesett  |
| Szél Friderika                                                    | 100 m gyors      | 58,02      | 6.         | 45.        | kiesett  | kiesett  | kiesett  | kiesett | kiesett  |
| Miskovicz Zsuzsanna                                               | 50 m gyors       | 27,11      | 2.         | 38.        | kiesett  | kiesett  | kiesett  | kiesett | kiesett  |
| Miskovicz Zsuzsanna                                               | 100 m gyors      | 58,87      | 3.         | 52.        | kiesett  | kiesett  | kiesett  | kiesett | kiesett  |
| Mutina Ágnes                                                      | 100 m gyors      | 58,28      | 2.         | 49.        | kiesett  | kiesett  | kiesett  | kiesett | kiesett  |
| Dara Eszter                                                       | 50 m gyors       | 27,37      | 7.         | 40.        | kiesett  | kiesett  | kiesett  | kiesett | kiesett  |
| Dara Eszter                                                       | 100 m gyors      | 59,14      | 6.         | 55.        | kiesett  | kiesett  | kiesett  | kiesett | kiesett  |
| Dara Eszter                                                       | 200 m gyors      | 2:06,89    | 5.         | 40.        | kiesett  | kiesett  | kiesett  | kiesett | kiesett  |
| Dara Eszter                                                       | 50 m pillangó    | 28,62      | 5.         | 41.        | kiesett  | kiesett  | kiesett  | kiesett | kiesett  |
| Dara Eszter                                                       | 100 m pillangó   | 1:02,32    | 8.         | 32.        | kiesett  | kiesett  | kiesett  | kiesett | kiesett  |
| Dara Eszter                                                       | 400 m vegyes     | 5:07,25    | 8.         | 24.        |          |          |          | kiesett | kiesett  |
| Hosszú Katinka                                                    | 200 m gyors      | 2:02,35    | 1.         | 14.        | 2:01,91  | 7.       | 15.      | kiesett | kiesett  |
| Hosszú Katinka                                                    | 400 m gyors      | 4:13,61    | 2.         | 9.         |          |          |          | 4:17,12 | 8.       |
| Hosszú Katinka                                                    | 200 m vegyes     | 2:17,21    | 4.         | 9.         | 2:16,07  | 4.       | 9.       | kiesett | kiesett  |
| Hosszú Katinka                                                    | 400 m vegyes     | kizárva    | kizárva    | kizárva    |          |          |          | kiesett | kiesett  |
| Lipcsei Krisztina                                                 | 200 m gyors      | 2:04,13    | 6.         | 31.        | kiesett  | kiesett  | kiesett  | kiesett | kiesett  |
| Lipcsei Krisztina                                                 | 100 m pillangó   | 1:01,53    | 2.         | 25.        | kiesett  | kiesett  | kiesett  | kiesett | kiesett  |
| Lipcsei Krisztina                                                 | 200 m pillangó   | 2:11,53    | 4.         | 5.         | 2:10,86  | 6.       | 8.       | 2:10,53 | 8.       |
| Nagy Réka                                                         | 200 m gyors      | 2:05,26    | 5.         | 36.        | kiesett  | kiesett  | kiesett  | kiesett | kiesett  |
| Nagy Réka                                                         | 400 m gyors      | 4:17,74    | 5.         | 16.        |          |          |          | kiesett | kiesett  |
| Nagy Réka                                                         | 800 m gyors      | 8:51,03    | 4.         | 15.        |          |          |          | kiesett | kiesett  |
| Nagy Réka                                                         | 200 m vegyes     | 2:19,16    | 6.         | 20.        | kiesett  | kiesett  | kiesett  | kiesett | kiesett  |
| Farkas Marianna                                                   | 400 m gyors      | 4:30,07    | 6.         | 27.        |          |          |          | kiesett | kiesett  |
| Hajnal Erika                                                      | 800 m gyors      | 9:00,73    | 7.         | 21.        |          |          |          | kiesett | kiesett  |
| Hajnal Erika                                                      | 200 m pillangó   | 2:18,54    | 7.         | 22.        | kiesett  | kiesett  | kiesett  | kiesett | kiesett  |
| Hajnal Erika                                                      | 400 m vegyes     | 4:52,72    | 6.         | 17.        |          |          |          | kiesett | kiesett  |
| Szepesi Nikolett                                                  | 50 m hát         | 29,44      | 3.         | 9.         | 29,22    | 4.       | 6.       | 29,13   | 7.       |
| Szepesi Nikolett                                                  | 100 m hát        | 1:02,55    | 1.         | 5.         | 1:02,36  | 5.       | 8.       | 1:01,90 | 6.       |
| Szepesi Nikolett                                                  | 200 m hát        | 2:14,03    | 2.         | 7.         | 2:13,42  | 6.       | 11.      | kiesett | kiesett  |
| Kalicz Helga                                                      | 50 m hát         | 30,56      | 7.         | 26.        | kiesett  | kiesett  | kiesett  | kiesett | kiesett  |
| Kalicz Helga                                                      | 100 m hát        | 1:05,63    | 6.         | 29.        | kiesett  | kiesett  | kiesett  | kiesett | kiesett  |
| Kalicz Helga                                                      | 200 m hát        | 2:20,25    | 8.         | 23.        | kiesett  | kiesett  | kiesett  | kiesett | kiesett  |
| Petrovai Panna                                                    | 200 m hát        | 2:22,89    | 2.         | 24.        | kiesett  | kiesett  | kiesett  | kiesett | kiesett  |
| Maxim Dóra                                                        | 50 m hát         | 30,57      | 3.         | 27.        | kiesett  | kiesett  | kiesett  | kiesett | kiesett  |
| Maxim Dóra                                                        | 100 m hát        | 1:05,33    | 5.         | 27.        | kiesett  | kiesett  | kiesett  | kiesett | kiesett  |
| Kovács Ágnes                                                      | 50 m mell        | 31,99      | 2.         | 4.         | 32,00    | 2.       | 3.       | 31,95   |          |
| Kovács Ágnes                                                      | 100 m mell       | 1:08,98    | 2.         | 3.         | 1:08,51  | 3.       | 4.       | 1:08,60 |          |
| Kovács Ágnes                                                      | 200 m mell       | 2:28,44    | 1.         | 1.         | 2:27,99  | 2.       | 2.       | 2:28,90 |          |
| Kovács Krisztina                                                  | 50 m mell        | 32,67      | 4.         | 12.        | 32,77    | 8.       | 14.      | kiesett | kiesett  |
| Kovács Krisztina                                                  | 100 m mell       | 1:11,59    | 4.         | 21.        | kiesett  | kiesett  | kiesett  | kiesett | kiesett  |
| Veisz Kitti                                                       | 50 m mell        | 34,23      | 7.         | 30.        | kiesett  | kiesett  | kiesett  | kiesett | kiesett  |
| Bor Katalin                                                       | 50 m mell        | kizárva    | kizárva    | kizárva    | kiesett  | kiesett  | kiesett  | kiesett | kiesett  |
| Bor Katalin                                                       | 100 m mell       | 1:13,38    | 7.         | 14.        | kiesett  | kiesett  | kiesett  | kiesett | kiesett  |
| Bor Katalin                                                       | 200 m mell       | 2:31,75    | 1.         | 9.         | 2:31,00  | 6.       | 11.      | kiesett | kiesett  |
| Reményi Diána                                                     | 100 m mell       | 1:11,14    | 3.         | 20.        | kiesett  | kiesett  | kiesett  | kiesett | kiesett  |
| Reményi Diána                                                     | 200 m mell       | 2:31,81    | 2.         | 10.        | kiesett  | kiesett  | kiesett  | kiesett | kiesett  |
| Kanda Ágnes                                                       | 200 m mell       | 2:41,32    | 5.         | 31.        | kiesett  | kiesett  | kiesett  | kiesett | kiesett  |
| Pleszinger Petra                                                  | 50 m pillangó    | 28,43      | 3.         | 38.        | kiesett  | kiesett  | kiesett  | kiesett | kiesett  |
| Zalai Zita                                                        | 50 m pillangó    | 28,91      | 8.         | 44.        | kiesett  | kiesett  | kiesett  | kiesett | kiesett  |
| Kovács Emese                                                      | 50 m pillangó    | 28,49      | 4.         | 39.        | kiesett  | kiesett  | kiesett  | kiesett | kiesett  |
| Kovács Emese                                                      | 100 m pillangó   | 1:02,73    | 8.         | 34.        | kiesett  | kiesett  | kiesett  | kiesett | kiesett  |
| Boulsevicz Beatrix                                                | 100 m pillangó   | 59,64      | 1.         | 6.         | 59,06    | 2.       | 5.       | 59,11   | 4.       |
| Boulsevicz Beatrix                                                | 200 m pillangó   | 2:10,55    | 2.         | 3.         | 2:09,14  | 1.       | 1.       | 2:09,24 | 4.       |
| Jakabos Zsuzsanna                                                 | 200 m pillangó   | 2:12,13    | 4.         | 10.        | kiesett  | kiesett  | kiesett  | kiesett | kiesett  |
| Jakabos Zsuzsanna                                                 | 200 m vegyes     | 2:18,62    | 6.         | 16.        | 2:16,75  | 5.       | 10.      | kiesett | kiesett  |
| Jakabos Zsuzsanna                                                 | 400 m vegyes     | 4:45,92    | 2.         | 5.         |          |          |          | 4:42,75 | 4.       |
| Dara Eszter Mutina Ágnes Miskovicz Zsuzsanna Szél Friderika       | 4 × 100 m gyors  | 3:52,43    | 5.         | 11.        |          |          |          | kiesett | kiesett  |
| Hosszú Katinka Lipcsei Krisztina Nagy Réka Verrasztó Evelyn       | 4 × 200 m gyors  | 8:09,67    | 5.         | 7.         |          |          |          | 8:09,81 | 8.       |
| Szepesi Nikolett Kovács Ágnes Boulsevicz Beatrix Verrasztó Evelyn | 4 × 100 m vegyes | 4:07,96    | 3.         | 5.         |          |          |          | 4:06,66 | 6.       |

## Nyílt vízi úszás
Férfi
| Versenyző        | Versenyszám | Idő           | Helyezés      |
| ---------------- | ----------- | ------------- | ------------- |
| Szilágyi Egon    | 5 km        | 1:00:59,0     | 23.           |
| Gercsák Csaba    | 5 km        | 56:59,7       | 12.           |
| Gercsák Csaba    | 10 km       | 1:58:57,9     | 14.           |
| Sasvári Balázs   | 5 km        | 1:03:48,8     | 25.           |
| Sasvári Balázs   | 10 km       | Nem ért célba | Nem ért célba |
| Nagy-Pál Levente | 10 km       | Nem ért célba | Nem ért célba |

Női
| Versenyző         | Versenyszám | Idő               | Helyezés          |
| ----------------- | ----------- | ----------------- | ----------------- |
| Prohászka Ágnes   | 5 km        | 1:07:01,5         | 22.               |
| Sallai Ágnes      | 5 km        | 1:08:24,6         | 23.               |
| Gledura Bianka    | 5 km        | 1:08:32,6         | 24.               |
| Hebbache Szabrina | 10 km       | nem ért célba     | nem ért célba     |
| Kovács Rita       | 10 km       | 2:07:14,3         |                   |
| Kovács Rita       | 25 km       | 5:38:51,8         | 7.                |
| Barsi Klaudia     | 10 km       | 2:14:52,4         | 20.               |
| Barsi Klaudia     | 25 km       | 5:45:08,8         | 10.               |
| Troppert Noémi    | 25 km       | idő limiten kívül | idő limiten kívül |

## Műugrás
Férfi
| Versenyző     | Versenyszám      | Selejtező | Selejtező | Elődöntő | Elődöntő | Döntő   | Döntő    |
| Versenyző     | Versenyszám      | Pont      | Hely.     | Pont     | Hely.    | Pont    | Helyezés |
| ------------- | ---------------- | --------- | --------- | -------- | -------- | ------- | -------- |
| Hajnal András | 1 m műugrás      | 305,40    | 18.       | kiesett  | kiesett  | kiesett | kiesett  |
| Hajnal András | 10 m toronyugrás | 415,60    | 5.        |          |          | 373,45  | 10.      |

Női
| Versenyző               | Versenyszám      | Selejtező | Selejtező | Elődöntő | Elődöntő | Döntő   | Döntő    |
| Versenyző               | Versenyszám      | Pont      | Hely.     | Pont     | Hely.    | Pont    | Helyezés |
| ----------------------- | ---------------- | --------- | --------- | -------- | -------- | ------- | -------- |
| Barta Nóra              | 1 m műugrás      | 246,25    | 3.        | 257,45   | B4.      | kiesett | kiesett  |
| Barta Nóra              | 3 m műugrás      | 298,50    | 2.        |          |          | 319,85  |          |
| Kormos Villő            | 1 m műugrás      | 192,10    | 15.       | kiesett  | kiesett  | kiesett | kiesett  |
| Kormos Villő            | 3 m műugrás      | 268,80    | 9.        |          |          | 227,95  | 12.      |
| Mátyás Melinda          | 10 m toronyugrás | 266,55    | 13.       |          |          | kiesett | kiesett  |
| Barta Nóra Kormos Villő | 3 m szinkron     | 274,29    | 4.        |          |          | 279,15  | 4.       |

## Szinkronúszás
| Versenyző | Versenyszám | Selejtező | Selejtező | Döntő   | Döntő   |
| Versenyző | Versenyszám | Pont      | Hely      | Pont    | Hely    |
| --- | ----------- | --------- | --------- | ------- | ------- |
| Acsay Csilla | Egyéni      | 80,200    | 15.       | kiesett | kiesett |
| Aranyossy Zsófia Ökrös Anna | Páros       | 79,900    | 15.       | kiesett | kiesett |
| Acsay Csilla Aranyossy Zsófia Boros Edit Győri Júlia Hidasi Kata Kárpáti Bernadett Kiss Júlia Ökrös Anna Radványi Dóra Stumpf Kata | Csapat      | 83,900    | 10.       | 83,000  | 10.     |